# Gynoplistia moundi
Gynoplistia moundi là một loài ruồi trong họ Limoniidae. Chúng phân bố ở miền Australasia.